# Gare de Ludon
Gare de Ludon – przystanek kolejowy w Ludon-Médoc, w departamencie Żyronda, w regionie Nowa Akwitania, we Francji.
Jest przystankiem Société nationale des chemins de fer français (SNCF). Obsługiwany jest przez pociągi TER Aquitaine.

## Położenie
Znajduje się na 14,382 km linii Ravezies – Pointe-de-Grave.

## Linie kolejowe
- Ravezies – Pointe-de-Grave